# 郑一军
郑一军（1942年3月—），男，山东曲阜人，中华人民共和国政治人物，曾任建设部副部长、党组成员，第十届全国政协委员。